# Gyrinus emarginatus
Gyrinus emarginatus is een keversoort uit de familie van schrijvertjes (Gyrinidae). De wetenschappelijke naam van de soort is voor het eerst geldig gepubliceerd in 1821 door Dejean.